# Mahdia (Tiaret)
Mahdia (în arabă المھدية) este o comună din provincia Tiaret, Algeria.
Populația comunei este de 33.082 de locuitori (2008).